# Banco de Desarrollo del Ecuador
Banco de Desarrollo es el Banco público del Ecuador encargado de financiar los servicios públicos, proyectos de inversión e infraestructuras, a través de préstamos a los diversos gobiernos seccionales. Desde el 2007 conjuntamente con el gobierno de Rafael Correa, el Banco de Desarrollo, ha decidido fortalecer el sistema de crédito público.
En ese sentido, el Banco del Estado ha trabajado directamente con gobiernos subnacionales y comunidades, a diferencia de los Bancos comerciales, ejecutando obras públicas que satisfacen sus necesidades básicas.
Tiene su sede en la ciudad de Quito. El Banco tiene personería jurídica y autonomía.

## Historia
El nombre actual del “Banco de Desarrollo del Ecuador B.P.” de acuerdo al decreto ejecutivo n.º 867 del 30 de diciembre de 2015, anteriormente llamado ¨Banco del Estado” de acuerdo la promulgación de la Ley de Régimen Monetario y Banco del Estado, publicada en el Registro Oficial – Suplemento N° 930, de 7 de mayo de 1992. Sin embargo su nombre no data de la misma fecha de su creación; fue mediante Decreto Ley que se expidió la Ley estatutaria del “Banco de Desarrollo del Ecuador” – BEDE- el 6 de agosto de 1979, fecha desde la cual comienza su funcionamiento como persona jurídica autónoma de derecho privado con finalidad social y pública. Esta Ley, promulgada apenas cuatro días antes del retorno a la democracia en nuestro país, viabilizó la operación de una institución que ya había sido creada mediante Decreto Supremo del 17 de septiembre de 1976.
En los considerandos de la Ley de creación, el Consejo Supremo de Gobierno de entonces estableció la necesidad “que el Estado ecuatoriano cuente con una institución financiera que concentre, coordine y distribuya los recursos destinados al financiamiento de proyectos prioritarios de desarrollo del sector público y facilite la aplicación de una sana estrategia de inversión; dentro del marco de los objetivos de desarrollo económico que propugna el Gobierno Nacional”.
Hay que anotar que la incorporación del Ecuador al modelo de sustitución de importaciones implicó que nuestro país estableciera una serie de instituciones públicas que tenían como objetivo propiciar el desarrollo nacional. Así, la creación de instituciones como el BEDE, ahora Banco del Estado, fue un reflejo de la mentalidad desarrollista vigente en aquella época.
Esta orientación desarrollista del Estado puede ser claramente observada en el artículo segundo de la Ley Estatutaria del Banco de Desarrollo del Ecuador S.A., expedida en 1979, la cual establece que “El objetivo del BEDE es financiar programas, proyectos, obras y servicios del sector público, tales como Ministerios, Municipios, Consejos Provinciales, etc., que se relacionen con el desarrollo económico nacional”.
En este cuerpo legal se establecía, además, que el Directorio estaría integrado por el ministro de Finanzas, el presidente de la Junta Nacional de Planificación, el Gerente General del Banco Central, un representante de los organismos regionales de desarrollo, un representante de los organismos seccionales y, como vocales consejeros, el Gerente General y el Subsecretario de Crédito Público. De hecho, la creación misma del BEDE fue una suerte de continuación o institucionalización del Fondo Nacional de Desarrollo (FONADE), establecido en marzo de 1976 y cuyo funcionamiento, inclusive físico, estaba íntimamente relacionado con el Ministerio de Finanzas. Esta institución administraba el fondo establecido para “financiar a través de la concesión de créditos reembolsables a las Municipalidades la ejecución de proyectos de inversión que contribuyan al desarrollo económico y social del país, en sectores considerados como prioritarios por la Junta Nacional de Planificación y que cuenten con los estudios técnicos pertinentes”.
Han pasado más de 35 años desde entonces, tiempo en el que el Banco de Desarrollo del Ecuador B.P. se ha consolidado institucional y financieramente para convertirse en la entidad líder en el financiamiento de inversión pública, brindando servicios financieros y no financieros en las mejores condiciones para sus clientes.